# Канај (Белуно)
Канај (итал. Canai) је насеље у Италији у округу Белуно, региону Венето.
Према процени из 2011. у насељу је живело 53 становника. Насеље се налази на надморској висини од 509 м.